# الاشراف (الحديدة)

تعديل مصدري - تعديل

الاشراف هي إحدى قرى مديرية الجراحي، التابعة لمحافظة الحديدة اليمنية، بلغ تعداد سكانها 1751 نسمة حسب الإحصاء الذي جرى عام 2004.